# Tara Vaughan
Tara Vaughan (Wellington, 28 de diciembre de 2003) es una deportista neozelandesa que compite en piragüismo en la modalidad de aguas tranquilas.
Participó en los Juegos Olímpicos de París 2024, obteniendo una medalla de oro en la prueba de K4 500 m. Ganó una medalla de oro en el Campeonato Mundial de Piragüismo de 2023, en la misma prueba.

## Palmarés internacional
| Juegos Olímpicos   | Juegos Olímpicos     | Juegos Olímpicos | Juegos Olímpicos |
| Año                | Lugar                | Medalla          | Competición      |
| ------------------ | -------------------- | ---------------- | ---------------- |
| 2024               | París (Francia)      | Medalla de oro   | K4 500 m         |
| Campeonato Mundial |                      |                  |                  |
| Año                | Lugar                | Medalla          | Competición      |
| 2023               | Duisburgo (Alemania) | Medalla de oro   | K4 500 m         |